# Tomáš Přikryl
Tomáš Přikryl (ur. 4 lipca 1992) – czeski piłkarz grający na pozycji napastnika w klubie Odra Opole.

## Kariera
Přikryl jest wychowankiem klubu MFK Karviná, skąd trafił do Sigmy Ołomuniec, gdzie rozpoczął profesjonalną karierę. W barwach Sigmy Ołomuniec zadebiutował w czeskiej ekstraklasie i szybko zwrócił uwagę większych klubów. Jego dynamiczny styl gry i umiejętność dryblingu sprawiły, że stał się jednym z najbardziej obiecujących skrzydłowych w Czechach.
W 2012 roku Přikryl przeniósł się do Sparty Praga, jednego z czołowych klubów Czech. W jej barwach zdobył mistrzostwo Czech w sezonie 2013/2014 oraz Puchar Czech w tym samym roku. Po odejściu ze Sparty Přikryl dołączył do FK Mladá Boleslav, gdzie stał się kluczowym zawodnikiem. Regularnie występował w lidze i europejskich pucharach, a w sezonie 2015/2016 zdobył Puchar Czech.
W 2019 roku podpisał kontrakt z Jagiellonią Białystok, przenosząc się do polskiej Ekstraklasy. W barwach „Jagi” występował przez kilka sezonów, wyróżniając się szybkością, dobrym dośrodkowaniem i wszechstronnością. W Polsce rozegrał ponad 100 spotkań, zdobywając kilka bramek i asystując swoim kolegom.

## Statystyka
(aktualne na dzień 31 marca 2025)
| Klub                  | Sezon              | Liga               | Liga | Liga | Puchar kraju | Puchar kraju | Europa | Europa | Suma | Suma |
| Klub                  | Sezon              | Liga               | M.   | Br.  | M.           | Br.          | M.     | Br.    | M.   | Br.  |
| --------------------- | ------------------ | ------------------ | ---- | ---- | ------------ | ------------ | ------ | ------ | ---- | ---- |
| Sigma Ołomuniec       | 2010/11            | Gambrinus liga     | 16   | 3    | –            | –            | –      | –      | 16   | 3    |
| Sigma Ołomuniec       | 2015/16            | Gambrinus liga     | 10   | 0    | –            | –            | –      | –      | 10   | 0    |
| Sigma Ołomuniec       | Ogólnie            | Ogólnie            | 26   | 3    | 0            | 0            | 0      | 0      | 26   | 3    |
| Sparta Praga          | 2011/12            | Gambrinus liga     | 12   | 3    | 5            | 1            | –      | –      | 17   | 4    |
| Sparta Praga          | 2012/13            | Gambrinus liga     | 22   | 2    | –            | –            | 10     | 0      | 32   | 2    |
| Sparta Praga          | 2013/14            | Gambrinus liga     | 21   | 2    | 5            | 3            | 2      | 0      | 28   | 5    |
| Sparta Praga          | 2014/15            | Synot liga         | 10   | 2    | 2            | 1            | 8      | 1      | 20   | 4    |
| Sparta Praga          | Ogólnie            | Ogólnie            | 65   | 9    | 12           | 5            | 20     | 1      | 97   | 15   |
| Dukla Praga (wyp.)    | 2014/15            | Synot liga         | 9    | 2    | –            | –            | –      | –      | 9    | 2    |
| Dukla Praga (wyp.)    | 2015/16            | Synot liga         | 10   | 3    | 2            | 2            | –      | –      | 12   | 5    |
| Dukla Praga (wyp.)    | Ogólnie            | Ogólnie            | 19   | 5    | 2            | 2            | 0      | 0      | 21   | 7    |
| FK Mladá Boleslav     | 2015/16            | Synot liga         | 12   | 1    | 3            | 0            | –      | –      | 15   | 1    |
| FK Mladá Boleslav     | 2016/17            | EPojisteni.cz liga | 26   | 5    | 4            | 0            | –      | –      | 30   | 5    |
| FK Mladá Boleslav     | 2017/18            | HET liga           | 29   | 3    | 3            | 1            | 4      | 0      | 36   | 4    |
| FK Mladá Boleslav     | 2018/19            | Fortuna liga       | 28   | 7    | 1            | 0            | –      | –      | 29   | 7    |
| FK Mladá Boleslav     | 2018/19            | Play-Off Liga      | 5    | 2    | –            | –            | –      | –      | 5    | 2    |
| FK Mladá Boleslav     | Ogólnie            | Ogólnie            | 100  | 18   | 11           | 1            | 4      | 0      | 115  | 19   |
| Jagiellonia Białystok | 2019/20            | Ekstraklasa        | 31   | 2    | 1            | 0            | –      | –      | 32   | 2    |
| Jagiellonia Białystok | 2020/21            | Ekstraklasa        | 18   | 2    | 1            | 0            | –      | –      | 19   | 2    |
| Jagiellonia Białystok | 2021/22            | Ekstraklasa        | 28   | 6    | 1            | 0            | –      | –      | 29   | 6    |
| Jagiellonia Białystok | 2022/23            | Ekstraklasa        | 30   | 1    | 1            | 0            | –      | –      | 31   | 1    |
| Jagiellonia Białystok | Ogólnie            | Ogólnie            | 107  | 11   | 4            | 0            | 0      | 0      | 111  | 11   |
| Warta Poznań          | 2023/24            | Ekstraklasa        | 22   | 2    | 3            | 0            | –      | –      | 25   | 2    |
| Odra Opole            | 2024/25            | I Liga             | 515  | 3    | 2            | 0            | –      | –      | 17   | 3    |
| Ogólnie w karierze    | Ogólnie w karierze | Ogólnie w karierze | 354  | 51   | 34           | 8            | 24     | 1      | 412  | 60   |

## Sukcesy

### Sparta Praga
- Mistrz Czech: 2013/2014
- Zdobywca Pucharu Czech: 2013/14
- Zdobywca Superpucharu Czech: 2014/15